# 十針の赤い糸
『十針の赤い糸』は、日本のホラー小説家井上雅彦によるホラー小説。クトゥルフ神話の1つ。
1995年に、アニメ雑誌『月刊ニュータイプ』の10周年記念として作家11人による作品が掲載された。本作はその1つであり、1995年4月号に掲載された後、単行本『十の恐怖』に収録された。
本文中には書かれていないが、千葉県夜刀浦を舞台としており、『碧の血』の近くで起きた出来事であることを作者は述べている。

## あらすじ
吉川美沙はヴァイオリン奏者として実力を認められ、卒業後は有名な音楽学校への進学が決まっていた。祝杯を挙げて雪枝先輩の車に乗せて帰宅する道中、突然「坊主頭の人影」が飛び出してくる。そいつを避けようとした先輩はハンドルを切り損ね、自動車は林に飛び込んで事故を起こす。朦朧とする意識の中で、美沙は青年が彼女の姿を覗き込んでいる様子を見る。彼は、通学のバスで顔だけ見知っている人物であった。
美沙が目を覚ましたとき、そこは雪枝先輩が勤務する病院の病室であった。先輩とともに青年が姿を現す。彼は三島直也と名乗り、バイクでたまたま現場に遭遇して通報したのだと言う。先輩の説明によると、美沙は意識のない間に手術を受けており、命に別状はなく、指にケガもないが、胸を負傷し十針縫ったのだという。筋肉へのダメージは大きく、復帰してもとのようにヴァイオリンを引きこなせるようになるかはわからないと説明される。
海外の両親の帰国は遅れており、先輩も業務で忙しくてあまり顔を出せず、代わりに直也は美沙の病室を毎日のように訪問してくるようになる。親しくなった彼は、美沙の傷を見てみたいと言い出す。そしていつの間にか2人は手術室にいた。直也は、父の仇である化物が、美沙の傷口から体内に逃げ込んだと言う。直也は寄生された美沙もろとも、魔術を用いてそいつを滅ぼそうとするが、彼もまた美沙に惚れており、葛藤し、殺すことができなかった。
だが、化物が入り込んだのは、美沙ではなく雪枝の方であった。雪枝の胸には、十針では足りないほどの大きな斬り傷が走っている。姿を現した妖魔を、直也は薬品で倒す。化物の死体は発火し、手術室は炎上する。直也は秘法を自分に使い、自分の胸に傷をつけて、美沙を避難させる。
取り調べを担当した刑事たちは、聞いたことが信じられなかったが、見たものは信じざるを得なかった。供述していたのは、顔中に重度の火傷を負った男である。彼の表情は虚ろで、唇は全く動かしておらず、胸の傷口から女の声が漏れ出ている。美沙は直也がいつここから出してくれるのか、約束のヴァイオリンを演奏してさしあげるのにと、刑事に訴える。

## 主な登場人物
- 吉川美沙（よしかわ みさ） - 語り手。ヴァイオリン奏者。女子高育ち。バスの中で顔を会わせていただけの青年に、赤い糸のような運命を感じていた。
- 永瀬雪枝（ながせ ゆきえ） - 救急病院のナース。美沙の一年先輩であり、来賓で美沙の卒業式に来た。
- 三島直也（みしま なおや） - 美沙が通学バスで顔を見知っている青年。短くカールした髪を無造作にまとめ、ラフなワークジャケットを羽織る。龍とも魚ともつかない紋章と象形文字のような印が刻印され、聞いたこともない大学の名が記され持出禁止とラベリングされた、年代物の洋書を持ち歩く。
- 怪物 - 闇の神の呪法で人間の体に傷をつけ、空間を作り、もぐりこんで力を蓄える。もとは三島教授の助手で、考古学を研究していた。秘法を知り、永遠の命を得るため、三島教授を殺し、何人もの人を犠牲にしてきた。本体は既に人間の形をしておらず、類人猿か爬虫類のような姿に成り果てている。

## 収録
- 角川書店『十の恐怖』